# Guajira (Musikstil)
Die Guajira  [ɡwaˈxi.ɾa] ist eine kubanische Musikstilrichtung und eine Form, ein Palo, des Flamenco.

## Kubanische Guajira
Vorläufer der Guajira ist wahrscheinlich der Punto cubano, der im 17. Jahrhundert aus Musik von andalusischen Einwanderern mit afro-amerikanischen Einflüssen in Kuba entstand. Es handelt sich um Musik des ländlichen Raums – Guajiro ist die kubanische Bezeichnung für Landarbeiter, insbesondere der von den Kanaren und aus Spanien stammenden Bauern.
Während die ältesten überlieferten kubanischen Guajiras wie das um 1900 entstandene El Arroyo Que Murmura von Jorge Ankerman noch im 6/8- oder 3/4-Takt erklingen und rhythmisch der Guajira des Flamenco nahestehen, wird die Guajira der 1920er und 1930er Jahre, in denen die weltweit bekanntesten Guajiras entstanden, fast ausschließlich im 4/4-Takt geschrieben. Der Rhythmus des in den 1950er Jahren ebenfalls in Kuba entstandenen Cha-Cha-Cha ist der Guajira der 1930er Jahre sehr ähnlich.
Einer der bekanntesten Interpreten der kubanischen Guajira ist Guillermo Portabales. Von ihm stammt die Komposition El Carretero, die durch die Interpretation des Buena Vista Social Club populär geworden ist. Eine vergleichbare Bekanntheit hat Guantanamera von Joseíto Fernández (1908–1979) aus dem Jahre 1928 erlangt. Inzwischen bestehen von Guajira Guantanamera unzählige „Cover-Versionen“ bekannter Interpreten wie Omara Portuondo, Celia Cruz und La Lupe – um nur einige wenige zu nennen. Weitere typische kubanische Guajiras:
- Te Traigo Guajira von Ray Barretto
- Mi Reina Guajira und Guajirita von Mongo Santamaría
- Guajira von Patato Valdés
- Que Vengo Acabando von Jack Costanzo
- Guajira von Carlos Santana

## Guajira im Flamenco

### Geschichte
Von Kuba aus fand die Guajira in der zweiten Hälfte des 19. Jahrhunderts ihren Weg zurück nach Andalusien und wurde dort in die Formensprache des Flamenco überführt. Es handelt sich um einen sogenannte Cante de ida y vuelta. Eine der ersten Aufführungen (La Guajira) fand im Januar 1860 im großen Theater Teatro Principal von Jerez statt.
Bekannte Gesangs-Interpreten der Guajira waren und sind unter anderem Curro Durse, Antonio Chacón, Juan Breva, El Mochuelo, Niño de la Huerta, La Rubia, La Niña de los Peines, El Canario Chico und Enrique Morente. Als Tanz pflegen sie unter anderem Merche Esmeralda, Blanca del Rey und Milagros Mengíbar. Anfang der 1930er Jahr schuf Pepe Marchena einen der Guajira verwandte Flamencoform, die Colombiana. Auf seinem 2001 erschienenen Album Don Juan ist der Sänger Juanito Valderrama mit Al compás de un guajira zu hören, das bekannte Guajira-Strophen enthält.

### Musikalische Charakteristik
Das Metrum besteht aus einem schnellen, alternierenden 6/8- und 3/4-Takt, die Melodik ist deutlich von der elementaren Kadenzharmonik der verwendeten Dur-Tonarten geprägt (bevorzugt D- und A-Dur), die  Zwischenspiele beschränken sich in ihrer einfachsten Form auf eine schlichte Pendelharmonik zwischen der Dominante auf den 6/8- und der Tonika auf den 3/4-Taktabschnitten.

### Text
Die Strophen der Guajira basieren in der Regel auf der von kanarischen und spanischen Einwanderern nach Kuba gebrachten Décima („Zehnzeiler“). Gegenstand der heiter-melancholischen Guajiras sind häufig Kuba, insbesondere der Reiz der kubanischen Landschaften, kubanische Frauen, insbesondere die Schönheit der Bewohnerinnen, die landestypischen Früchte, kubanischer Alltag, aber auch politische Themen aus Lateinamerika Ende des 19. Jahrhunderts.
Ein Beispiel geben die folgenden Verse, die Manuel Escacena 1909 sang:
Me gusta por la mañana

A mí me gusta por la mañana,

después del café bebido,

pasear por Las Habanas

con mi tabaco encendido.

Luego me siento en mi silla,

en mi silla o silletón;

y saco yo un papelón

de esos que llaman diario;

y parezco un millonario

de esos de la población.

Aquí la malanga crece,

rico manjar suculento,

y al rumor del blando viento

la rica caña se mece.

El ajonjolí parece

rica alfombra peregrina;

y el mamey que se reclina

hacia la enramada que toca

es dulce como la boca

de mi angelical Rufina.
Am Morgen mag ich es 

Am Morgen, da mag ich es gern,

wenn der Kaffee getrunken ist

nach Havanna zu spazieren

die Zigarre angezündet.

Dann geht’s mir gut auf meinem Stuhl,

dem Stuhl oder dem Sessel mein;

und ich zieh mir ein Blatt Papier,

Zeitung nennen sie es hier;

ich ähnele dem Millionär,

als ob ich seines Schlages wär.

Die Malanga seh ich reifen,

die Köstlichkeit, so saftig reich,

und im sanften Windesrauschen

wiegt Zuckerrohr sich reich und breit.

Des Sesamfeldes reiches Kleid

festlichem Blumenteppich gleicht.

Der Mammiapfel neigt sich hin

zum Laubwerk, das er sacht berührt;

zart und süß wie ihre Lippen:

die meines Engels Rufina.

## Deutschsprachige Literatur
- Kersten Knipp: Flamenco. Suhrkamp, Frankfurt am Main 2006, ISBN 3-518-45824-8, S. 93–97.